# José Couso
José Couso Permuy (Ferrol, 5 ottobre 1965 – Baghdad, 8 aprile 2003) è stato un giornalista spagnolo morto nel 2003 a causa di un attacco da parte dell'esercito statunitense contro l'Hotel Palestine della capitale irachena, nel quale si trovava con altri membri della stampa internazionale.

## Biografia
José Couso nacque nel 1965 a Ferrol.
Conseguì la laurea in Scienze dell'Informazione e Scienze dell'Immagine all'Università Complutense di Madrid.
Nella sua carriera lavorò per diversi emittenti e agenzie, come EFE o Canale Plus. Per otto anni ha lavorato come cameraman per il canale televisivo Telecinco occupandosi di notizie come il rapimento del suo collega Jon Sistiaga in Macedonia, i bombardamenti di Baghdad del 1998 e la guerra del Kosovo del 1999.
Inoltre, ha curato diversi reportage. Tra questi, i più famosi riguardano le ricerche in Antartide della nave oceanografica Hespérides nel 2001, le grotte di Lascaux in Francia, l'incidente diplomatico Perejil nel 2002 e lo sversamento della petroliera Prestige.
Couso si trasferì in Iraq poco prima dell'inizio della guerra del 2003, insieme ad altri colleghi del notiziario Telecinco, i quali, pochi giorni prima dell'inizio dei bombardamenti, fecero ritorno in Spagna. Rimasero a Baghdad solo Jon Sistiaga, come giornalista, e José Couso, come cameraman.
L'8 aprile 2003 José Couso si trovava presso l'Hotel Palestine di Baghdad, sede di numerosi giornalisti stranieri. In quel frangente, una compagnia della 3ª Divisione di fanteria dell'Esercito statunitense combatteva sull'altra sponda del fiume Tigri, sottoposta a un attacco condotto con mortai e lanciarazzi.
Secondo l'inchiesta realizzata successivamente per il Comando Centrale dei Stati Uniti (CENTCOM), il fuoco nemico sarebbe stato guidato da un osservatore che si trovava accanto al Tigri, sulla stessa riva dell'Hotel Palestine.
Dopo la ricognizione del presunto osservatore, un carro armato M1 Abrams fece fuoco con il suo cannone da 120mm contro l'hotel. Il proiettile del carro armato esplose al quindicesimo piano dove alloggiava il team dell'agenzia Reuters, colpendo a morte il giornalista ucraino Tare Protsyuk.
José Couso stava filmando al piano inferiore: fu ferito gravemente e trasportato all'Ospedale Santo Rafael di Baghdad, dove morì nel corso di un intervento chirurgico. Aveva una moglie e due figli.

## Reazioni dopo la morte di Couso
Il Pentagono ha riconosciuto la responsabilità dell'attacco e si è giustificato affermando che i soldati coinvolti nell'attacco all'hotel, al comando del sergente Thomas Gibson, stavano rispondendo al fuoco nemico.
Dopo la morte del giornalista furono organizzate varie proteste davanti alle sedi diplomatiche degli Stati Uniti in Spagna e furono istruite azioni civili e giudiziarie intese a chiarire la colpevolezza dei militari coinvolti.
Le sentenze più importanti della causa:
- Il 19 ottobre 2005, l'Audiencia National emana un ordine internazionale di detenzione contro tre dei militari statunitensi imputati. Nella sua inchiesta chiama a deporre i giornalisti Olga Rodríguez, Jon Sistiaga e Carlos Hernández.
- Il 10 marzo 2006, la Sala 2ª della Corte Suprema di Spagna archivia le indagini, affermando che si è trattato di "un atto di guerra". Contro questa decisione, la famiglia del defunto si è rivolta al Tribunale Supremo.
- Il 5 dicembre 2006 la Corte Suprema di Spagna accoglie all'unanimità il ricorso della famiglia di Couso.
- Il 16 gennaio 2007, il giudice Santiago Pedraz riattiva l'ordine del 2005 contro i tre statunitensi imputati della morte di Couso, rispetto al criterio della Procura spagnola dell'Audiencia Nacional che mantiene, dall'apertura del caso nel 2003, che i Tribunali spagnoli sono carenti di giurisdizione perché l'azione di guerra fu realizzata in territorio iracheno. Pedraz accusa i militari di omicidio e di un crimine contro la comunità internazionale.[5]
- Il 27 aprile 2007, il giudice Santiago Pedraz processa i tre militari statunitensi per il presunto assassinio di Couso. Vengono incriminati il sergente Thomas Gibson, il capitano Philip Woldrford e il tenente colonnello Philip di Camp per omicidio (da 15 a 20 anni di detenzione) e anche per crimini contro la comunità internazionale (da 10 a 15 anni), anche se la Sala del Penale di questo tribunale revoca la decisione un anno dopo (il 13 maggio 2008) appoggiando la posizione del Pubblico Ministero, che chiedeva l'archiviazione del caso.
- Il 21 maggio 2009, il giudice Pedraz incrimina nuovamente i tre soldati americani.[6]
- Il 29 luglio 2010, il giudice Pedraz, lancia un ordine di ricerca contro i tre militari statunitensi imputati nel caso Couso. Agli inizi di luglio il Tribunale Supremo riapre il caso, e quest'ordine implicherebbe la sua entrata in prigione. Pedraz decide stimare i ricorsi delle famiglie al capire che i fatti potrebbero essere costitutivi di crimini di guerra. Anche, ha sollecitato autorizzazione al Consiglio Generale del Potere Giudiziario per spostarsi ad Iraq tra ottobre e novembre e realizzare un'analisi oculare della zona dell'incidente.[7] L'ispezione fu realizzata nel 2011, senza avanzi procedurali posteriori.

## Omaggi
Nel quartiere ferrolano di Esteiro è stata dedicata una piazza al giornalista.
In questa piazza c'è una placca con l'iscrizione: PLAZA DE LA PAZ JOSÉ COUSO (piazza della pace).
Oltretutto, la radio comunitaria coruñesa, Cuac FM, ha battezzato nel 2003 il suo nuovo studio come Studio José Couso. All'inaugurazione partecipò un membro della famiglia del giornalista.
L'11 settembre del 2015 si inaugurò in Perillo (Oleiros) un parco con il suo nome. La placca inaugurale ha la seguente scritta:
Originale in galiziano:
In galiziano
Parque público José Couso Permuy. Reporteiro gráfico asasinado polo exército dos Estados Unidos de América»

;Traduzione
Parco pubblico José Couso Permuy. Giornalista grafico ucciso per la milizia degli USA